# Họ Lôi
Họ Lôi (danh pháp khoa học: Crypteroniaceae, đồng nghĩa: Henslowiaceae Lindley) là một họ trong thực vật có hoa chứa khoảng 10 loài cây gỗ và cây bụi, trong 3 chi, bản địa của khu vực khu vực sinh thái Indomalaya (bao gồm Đông Nam Á, Malesia, Sri Lanka).
Họ Crypteroniaceae là bản địa của rừng mưa nhiệt đới và cận núi cao. Chi Axinandra chứa 4 loài, một tại Sri Lanka (A. zeylanica) và 3 loài tại Borneo cùng bán đảo Mã Lai. Chi Crypteronia chứa 5-7 loài, phân bố trong khu vực từ đông Ấn Độ qua Đông Nam Á và miền nam Trung Quốc tới bán đảo Mã Lai, Indonesia và New Guinea. Tại Việt Nam có 1 loài là Crypteronia paniculata (lôi). Chi Dactylocladus chứa 1 loài, bản địa các đầm lầy than bùn vùng đất thấp ở Borneo.
Các phân tích hình thái học, được hỗ trợ bằng phân tích ADN lạp lục gần đây, chỉ ra rằng họ Crypteroniaceae là gần gũi nhất với 4 họ nhỏ trong bộ Myrtales, bao gồm Penaeaceae, Oliniaceae, Rhynchocalycaceae ở miền nam châu Phi và Alzateaceae ở Trung và Nam Mỹ. Trong các tài liệu khoa học nhóm này được gọi chung là nhánh CAROP. Điều này là dấu hiệu cho thấy tổ tiên chung của 5 họ này có nguồn gốc tại miền tây Gondwana trong kỷ Phấn trắng, và Crypteroniaceae đã được mang theo về phía bắc cùng tiểu lục địa Ấn Độ sau khi nó tách ra khỏi siêu lục địa phương nam này, phân chia thành 3 chi trước khi Ấn Độ va chạm với châu Á. Các chi này sau đó lan ra từ Ấn Độ tới các rừng mưa ẩm ướt nhiệt đới tại Đông Nam Á.

## Các chi
- Axinandra (bao gồm cả Naxiandra)
- Crypteronia (bao gồm cả Henslowia)
- Dactylocladus

## Hình ảnh